# Priznàtxnoie
Priznàtxnoie - Призначное (rus) - és un poble de l'óblast de Bélgorod, a Rússia. El 2010 tenia 615 habitants. Pertany al districte (raion) de Prókhorovka.